# Mönpové
Mönpové (Tibetsky: མོན་པ་, Wylie: mon pa) jsou etnickou skupinou žijící především v Tibetské autonomní oblasti a Arunáčalpradéši. Jejich počet je odhadován na přibližných 78 000, přičemž okolo 50 000 jich připadá na Arunáčalpradéš, zhruba 25 000 na Tibet, několik tisíc Mönpů žije v Bhútánu.
Jejich jazyk spadá do tibeto-barmské skupiny a je psán tibetským písmem. Většina Mönpů jsou stoupenci tibetského buddhismu, konkrétně školy gelug. Živí se především zemědělstvím, řezbářstvím, výrobou thanek a tkalcovstvím.